# The Partridge Family
The Partridge Family (br: A Família Dó-Ré-Mi) é uma série de televisão dos Estados Unidos, uma sitcom de comédia. O primeiro episódio foi ao ar em 25 de setembro de 1970 e o último em 23 de março de 1974, exibido pela Rede ABC num total de 96 episódios e quatro temporadas. No Brasil, foi exibida pela Rede Globo nos anos de 1970. Criada por Bernard Slade e produzida por Bob Claver e Mel Swope da Screen Gems. A produtora havia tido um programa de grupo musical familiar (os inicialmente fictícios The Monkees, que depois se transformariam em uma banda verdadeira) cuja série terminara e queria lançar um outro na mesma linha.
The Partridge Family foi inspirada e vagamente baseada no grupo The Cowsills, uma família musical da vida real famosa no mercado americano dos anos de 1960. Têm-se que os filhos do The Cowsills eram quem os produtores queriam para interpretar The Partridge Family, mas eles rejeitaram a proposta quando souberam que a mãe, Barbara, teria que ficar de fora pois Shirley Jones era quem tinha sido contratada para estrelar o programa.
A Screen Gems produzia os shows e lançava vários discos com as musicas da banda, cujas gravações a maioria dos intérpretes no programa não participavam. O produtor musical Wes Farrell contratava músicos de estúdio para as gravações. Em poucas semanas de exibição da série, David Cassidy convenceu Farrell de que podia cantar com a banda e se tornou o principal vocalista.(Devido a isso várias músicas gravadas nos primeiros episódios e do primeiro disco não contavam com Cassidy nessa função). Shirley Jones também participou dos discos.
Com os shows e as campanhas promocionais, David Cassidy se transformaria num ídolo adolescente dos anos de 1970 (inclusive no Brasil). Com isso, David assinaria um contrato solo com os produtores. Como a Família Partridge não existia de verdade, David começou a excursionar com sua própria banda e a gravar seus próprios discos.
O primeiro grande sucesso de The Partridge Family foi a canção de 1970 "I Think I Love You", atingindo o número um da parada da revista Billboard. (A canção foi uma composição de  Tony Romeo, autor de muitos sucessos de the Cowsills).
David Cassidy logo se cansaria da súbita fama e dos seguidos shows.. No verão de 1972, numa entrevista para a revista Rolling Stone, ele tentava se afastar da imagem popular de Keith Partridge.
Na quarta temporada, com o declínio da audiência, os produtores introduziram o personagem Ricky Stevens (Ricky Segall), uma precoce criança cantora que gravaria canções infantis, ora acompanhado da banda, ora por Shirley no piano e Danny na guitarra (ele gravaria seu próprio disco com músicas do programa).

## Elenco

### Banda
- David Cassidy…Keith Douglas Partridge (filho mais velho, vocalista, guitarra e banjo)
- Danny Bonaduce…Danny Partridge: (vocais, baixo e as vezes guitarra (acústica, elétrica))
- Shirley Jones…Shirley Partridge (mãe, vocal, órgão, tamborins, percussão)
- Susan Dey…Laurie Partridge (vocal, piano, percussão)
- Suzanne Crough…Tracy Partridge (vocal, tamborim, percussão)
- Jeremy Gelbwaks…Chris Partridge (bateria)
- Brian Forster…Chris Partridge (bateria)
- Dave Madden…Reuben Kincaid: (empresário da banda)

De acordo com David Cassidy, Jeremy Gelbwaks teve muitas dificuldades com o papel e incomodava a produção com sua hiperatividade, correndo pelo estúdio simulando barulho de jatos e incomodando as pessoas. No fim da primeira temporada a família se mudou para a região de Los Angeles e Brian Forster substituiu Jeremy na banda.

### Outros

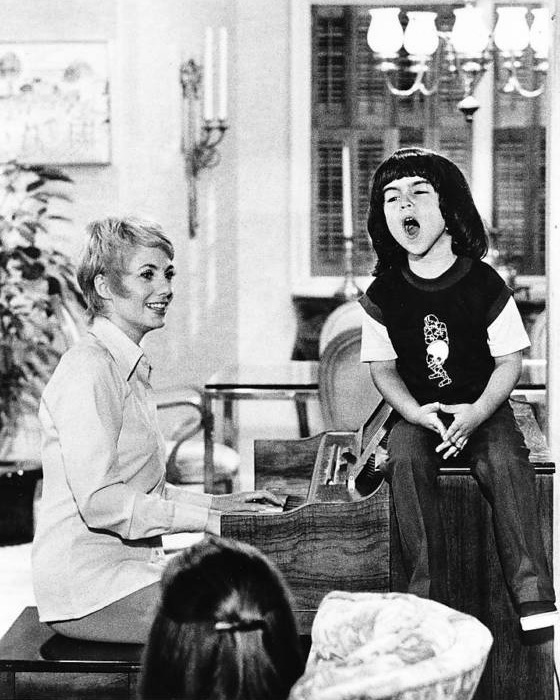
Shirley Jones e Ricky Segal na quarta temporada (1974)

- Ricky Segall…Ricky Stevens (1973)

### Atores convidados
- Season Hubley
- William Schallert
- Richard Mulligan
- Rob Reiner
- Alan Oppenheimer
- Jackie Earle Haley
- Harold Gould
- Vic Tayback
- Pat Harrington, Jr.
- Annette O'Toole
- Barbara Rhoades
- Gino Conforti
- William Lucking
- Morey Amsterdam
- Bernard Fox
- Rick Hurst
- Richard Bull
- Nancy Walker
- Arte Johnson
- Brooke Bundy
- Larry Wilcox
- Robert F. Simon
- Daniel Selby
- Elaine Giftos
- Harry Morgan
- Jodie Foster
- Jared Martin
- Jack Riley
- Noam Pitlik
- Howard Morton
- Jackie Coogan
- Stuart Margolin
- Judson Pratt
- Fran Ryan
- Nita Talbot
- Leonard Stone
- Mark Hamill
- Richard Pryor
- Louis Gossett, Jr.
- Michael Lembeck
- Carl Ballantine
- Dick Wilson
- Gordon Jump
- Bert Convy
- Dick Clark

Uma cadela chamada "Simone" apareceu apenas na primeira temporada. 
O cantor de country Johnny Cash fez uma participação no episódio piloto. Ray Bolger, o Espantalho do filme O Mágico de Oz, interpreta Fred Renfrew, o pai de Shirley Partridge. A filha do então governador Ronald Reagan, Maureen Reagan, apareceu também num episódio. As futuras estrelas de As Panteras, Jaclyn Smith, Farrah Fawcett e Cheryl Ladd fizeram participações especiais em diferentes e separados episódios. O ídolo adolescente Bobby Sherman apareceu no episódio 25 (o último da primeira temporada e que gerou uma série da ABC chamada Getting Together, com Sherman e Wes Stern).

## Tramas

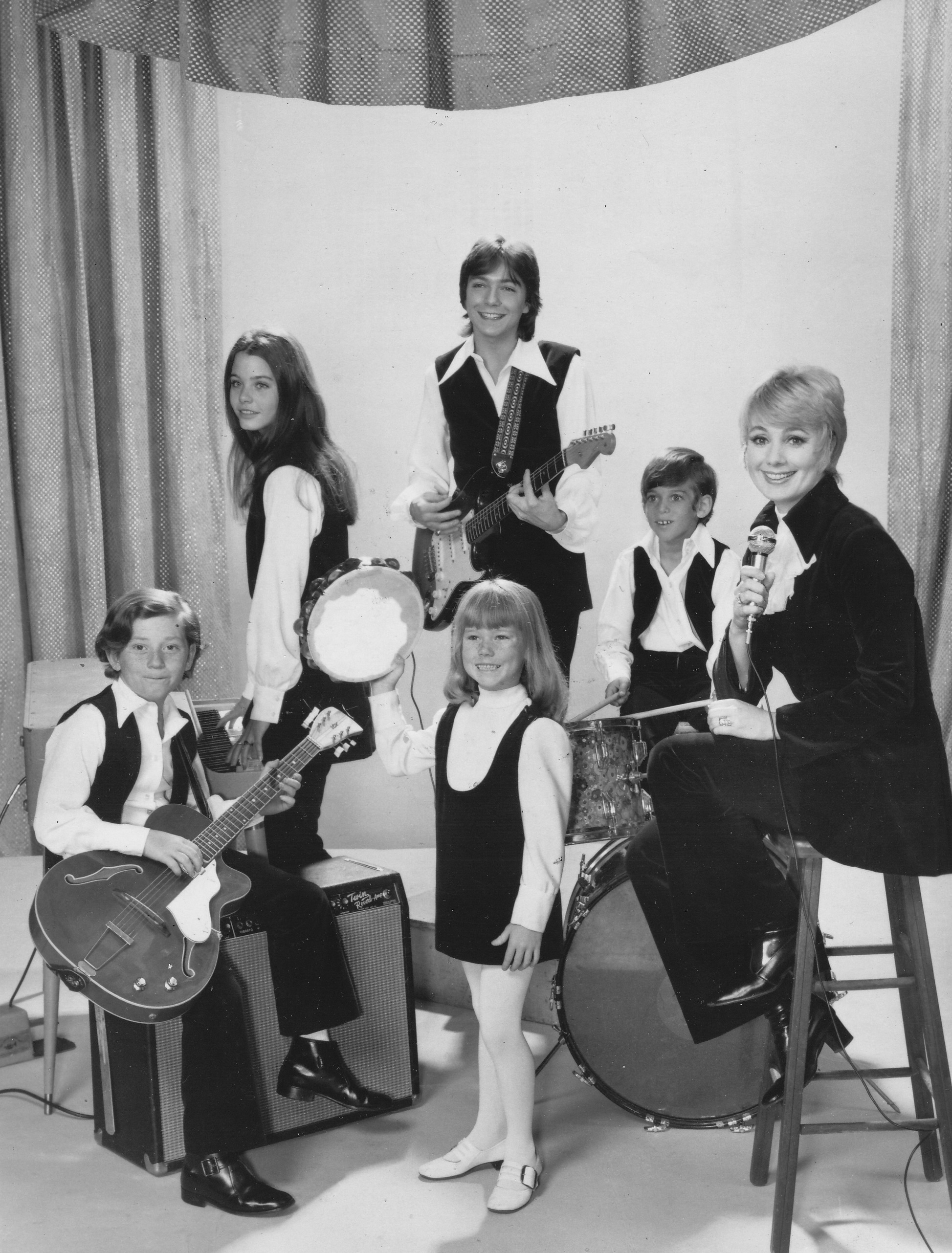
Elenco principal do programa em 1970

O programa é sobre uma viúva e seus cinco filhos que se aventuram numa carreira musical. A família morava em San Pueblo, uma pequena cidade fictícia do nordeste da Califórnia.  
No episódio-piloto, irmãos e músicos iniciantes de uma banda de garagem convencem a mãe deles (Shirley) a ajudá-los a gravarem uma canção pop. Graças aos esforços do filho de dez anos, Danny (conhecido pelas sardas no rosto), um empresário é contatado e a canção entra para a parada americana das 40 melhores canções (Top-40 hits). Após muita persuasão, a mãe finalmente concorda em sair numa excursão Eles compram um velho ônibus escolar, dão-lhe nova pintura e partem para Las Vegas, Nevada com a primeira apresentação no Caesars Palace. 
Nos episódios seguintes, os shows eram feitos em várias localidades. As histórias mostravam os contrastes da vida de uma família suburbana com as aventuras de um grupo musical na "estrada". Após a primeira temporada, os episódios foram focados mais em cenários domésticos e menos em excursões.

## Desenho animado
A Família Partridge teve um breve ressurgimento do interesse do público por eles quando apareceram em desenhos animados: a primeira aparição foi na série Goober and The Ghost Chasers. O próprio desenho animado foi lançado em 1974 (Partridge Family 2200 A.D., também chamado de The Partridge Family in Outer Space). 

## Discografia selecionada
- The Partridge Family Album (BB #4, CB #6) - Bell 6050—1970
- Up to Date (BB #3, CB #3) - Bell 6059—1971
- Sound Magazine (BB #9, CB #9) - Bell 6064—1971
- A Partridge Family Christmas Card (BB #1-Christmas Charts, CB #19) - Bell 6066—1971
- Shopping Bag (BB #18, CB #16) - Bell 6072—1971
- At Home With Their Greatest Hits (BB #21, CB #20) - Bell 1107—1972
- The Partridge Family Notebook (BB #41, CB #33) - Bell 1111—1972
- Crossword Puzzle (BB #167, CB #105) - Bell 1122—1973
- Bulletin Board (CB #124) - Bell 1137—1973
- Ricky Segall and The Segalls -- Bell 1138—1973 (Com canções lançadas no programa)
- The World of the Partridge Family - Bell 1319—1974 (Álbum duplo reunindo os maiores sucessos)
- Greatest Hits (1989)
- The Definitive Collection (com músicas solo de David Cassidy) (2001)
- Come on Get Happy!: The Very Best of The Partridge Family (2005)